# Општина Маргау (Клуж)
Маргау (рум. Mărgău) општина је у Румунији у округу Клуж.
Oпштина се налази на надморској висини од 752 m.